# Пактеково
Пакте́ково (рос. Пактеково, марій. Пактек) — присілок у складі Новотор'яльського району Марій Ел, Росія. Входить до складу Старотор'яльського сільського поселення.

## Населення
Населення — 59 осіб (2010; 72 у 2002).
Національний склад (станом на 2002 рік):
- марійці — 100 %